# Heteropelma flaviscutellum
Heteropelma flaviscutellum är en stekelart som beskrevs av Tohru Uchida 1928. Heteropelma flaviscutellum ingår i släktet Heteropelma och familjen brokparasitsteklar. Inga underarter finns listade i Catalogue of Life.